# 弗里德尔
弗里德尔是德国下萨克森州的一个市镇。总面积104.47平方公里，总人口2466人，其中男性1231人，女性1235人（2011年12月31日），人口密度24人/平方公里。